# Florea
Florea je obchodní jméno společnosti Florea Holland s. r. o., českého online obchodu s květinami.

## Historie
E-shop Florea založila Kateřina Hemerle. Hlavním obchodním partnerem společnosti je nizozemský květinový veletrh FloraHolland, nicméně květiny dováží též napřímo z Afriky prostřednictvím družstva Kenya Flower Council (KFC).
Florea je zapojena do fair trade, kde je v odvětví řezaných květin zatím jediným zástupcem. Ve dnech  13. a 14. 1. 2018 se v Karolinu konala výstava Svět růží s růžemi z fair trade, o níž natočila reportáž Česká televize.
Jako všechny obchody s květinami i Florea prodá nejvíce květin na 3 svátky: na Valentýna (14. února), MDŽ (8. března) a den matek (druhá květnová neděle).